# Чемпионат мира по шоссейным велогонкам 2022 — групповая гонка (женщины)
Групповая гонка среди женщин на чемпионате мира по шоссейному велоспорту 2022 года прошла 24 сентября в австралийском городе Вуллонгонг. Победу второй раз в карьере одержала нидерландка Аннемик ван Влёйтен.

## Участники
Страны-участницы определялись на основании мировом рейтинге UCI по странам по состоянию на 17 августа 2022 года.
Максимальное количество гонщиков в команде не могло превышать 7 человек. Помимо этого вне квоты могли участвовать действующие чемпионка мира и чемпионки континентальных чемпионатов. Этим правом воспользовались действующая чемпионка мира итальянка Элиза Бальзамо, а также чемпионка Панамерики кубинка Арленис Сьерра.
Так как на гонке одновременно определялся чемпион среди женщин до 23 лет (U23), то также вне квоты могли участвовать действующие континентальные чемпионки в категории U23. Этим правом воспользовались чемпионка Африки U23 алжирка Нисрин Хоили и чемпионка Океании U23 новозеландка Элла Уилли. Всего участие приняло 126 участниц из 38 стран.
| Национальные сборные (38)- Германия - Алжир - Аргентина - Австралия - Австрия - Бельгия - Бразилия - Канада - Колумбия - Куба - Дания - Эритрея - Словакия - Словения - Объединённые Арабские Эмираты - Испания - США - Франция - Великобритания - Гонконг - Италия - Израиль - Япония - Литва - Люксембург - Новая Зеландия - Норвегия - Нидерланды - Польша - Чехия - Руанда - Сербия - ЮАР - Швеция - Швейцария - Таиланд - Украина - Узбекистан |
| |

| Италия ITA | Италия ITA          | Италия ITA |
| ---------- | ------------------- | ---------- |
| №          | Гонщик              | Место      |
| 1          | Элиза Бальзамо      | 49-й       |
| 2          | Елена Чеккини       | 48-й       |
| 3          | Элиза Лонго Боргини | 10-й       |
| 4          | Марта Бастианелли   | 71-й       |
| 5          | Сильвия Персико     | 3-й        |
| 6          | Сильвия Дзанарди    | 31-й       |
| 7          | София Бертиццоло    | 17-й       |
| 8          | Виттория Гуаццини   | DNF        |

| Австрия AUT | Австрия AUT          | Австрия AUT |
| ----------- | -------------------- | ----------- |
| №           | Гонщик               | Место       |
| 9           | Карина Шремпф        | 33-й        |
| 10          | Кристина Швайнбергер | DNS         |
| 11          | Катрин Швайнбергер   | DNS         |

| Нидерланды NED | Нидерланды NED     | Нидерланды NED |
| -------------- | ------------------ | -------------- |
| №              | Гонщик             | Место          |
| 12             | Аннемик ван Влётен | 1-й            |
| 13             | Деми Воллеринг     | DNS            |
| 14             | Эллен Ван Дейк     | 24-й           |
| 15             | Флортье Макай      | 36-й           |
| 16             | Марианна Вос       | 14-й           |
| 17             | Риянне Маркус      | 47-й           |
| 18             | Ширин ван Анрой    | 51-й           |

| Франция FRA | Франция FRA     | Франция FRA |
| ----------- | --------------- | ----------- |
| №           | Гонщик          | Место       |
| 19          | Од Бьянник      | DNF         |
| 20          | Корали Деме     | 68-й        |
| 21          | Эвита Мьюзик    | 41-й        |
| 22          | Глэдис Верхулст | DNF         |
| 23          | Жад Вьель       | DNF         |
| 24          | Жюльетт Лабу    | 7-й         |
| 25          | Мари Ле Нет     | 53-й        |

| Бельгия BEL | Бельгия BEL        | Бельгия BEL |
| ----------- | ------------------ | ----------- |
| №           | Гонщик             | Место       |
| 26          | Джесси Ванденбалке | DNF         |
| 27          | Жюли Де Вилде      | 34-й        |
| 28          | Жюли Ван де Вельде | 43-й        |
| 29          | Жюстин Гекиер      | 19-й        |
| 30          | Лотте Копеки       | 2-й         |
| 31          | Валери Деми        | DNF         |

| Австралия AUS | Австралия AUS    | Австралия AUS |
| ------------- | ---------------- | ------------- |
| №             | Гонщик           | Место         |
| 32            | Александра Мэнли | 15-й          |
| 33            | Аманда Спратт    | 27-й          |
| 34            | Броди Чапман     | 21-й          |
| 35            | Джорджия Бейкер  | DNF           |
| 36            | Грейс Браун      | 35-й          |
| 37            | Джози Толбот     | DNF           |
| 38            | Сара Рой         | 58-й          |

| Дания DEN | Дания DEN              | Дания DEN |
| --------- | ---------------------- | --------- |
| №         | Гонщик                 | Место     |
| 39        | Сесилие Уттруп Лудвиг  | 5-й       |
| 40        | Эмма Норсгор-Йёргенсен | DNF       |
| 41        | Жюли Лет               | 77-й      |
| 42        | Ребекка Кернер         | DNF       |

| Польша POL | Польша POL             | Польша POL |
| ---------- | ---------------------- | ---------- |
| №          | Гонщик                 | Место      |
| 43         | Агнешка Скальняк-Сойка | 64-й       |
| 44         | Доминика Влодарчик     | 45-й       |
| 45         | Каролина Кумиенга      | DNF        |
| 46         | Катажина Невядома      | 8-й        |
| 47         | Марта Яскульская       | 60-й       |
| 48         | Марта Лах              | DNF        |

| США USA | США USA         | США USA |
| ------- | --------------- | ------- |
| №       | Гонщик          | Место   |
| 49      | Эмма Лэнгли     | DNF     |
| 50      | Хайди Франц     | 75-й    |
| 51      | Кристен Фолкнер | 61-й    |
| 52      | Лорен Стивенс   | DNF     |
| 53      | Леа Томас       | 38-й    |
| 54      | Скайлар Шнайдер | DNF     |
| 55      | Вероника Эверс  | 23-й    |

| Германия GER | Германия GER        | Германия GER |
| ------------ | ------------------- | ------------ |
| №            | Гонщик              | Место        |
| 56           | Франциска Кох       | 72-й         |
| 57           | Лин Леа Тойтенберг  | DNF          |
| 58           | Лиана Липперт       | 4-й          |
| 59           | Мике Крёгер         | DNF          |
| 60           | Рикарда Бауернфейнд | 20-й         |
| 61           | Роми Каспер         | 57-й         |

| Испания ESP | Испания ESP        | Испания ESP |
| ----------- | ------------------ | ----------- |
| №           | Гонщик             | Место       |
| 62          | Ане Сантестебан    | 30-й        |
| 63          | Идоя Эрасо         | DNF         |
| 64          | Лурдес Оярбиде     | DNF         |
| 65          | Мави Гарсия        | 25-й        |
| 66          | Сандра Алонсо      | DNF         |
| 67          | Сара Мартин Мартин | DNF         |

| Швейцария SUI | Швейцария SUI  | Швейцария SUI |
| ------------- | -------------- | ------------- |
| №             | Гонщик         | Место         |
| 68            | Елена Хартманн | 63-й          |
| 69            | Элис Чаббей    | 9-й           |
| 70            | Марлен Рёссер  | 13-й          |
| 71            | Николь Коллер  | DNF           |
| 72            | Ноэми Рюэгг    | 32-й          |

| Великобритания GBR | Великобритания GBR | Великобритания GBR |
| ------------------ | ------------------ | ------------------ |
| №                  | Гонщик             | Место              |
| 73                 | Элис Тауэрс        | DNF                |
| 74                 | Анна Хендерсон     | 50-й               |
| 75                 | Анна Шекли         | 26-й               |
| 76                 | Элизабет Холден    | 70-й               |
| 77                 | Элинор Бяcкстедт   | DNF                |
| 78                 | Пфейффер Джорджи   | 16-й               |

| ЮАР RSA | ЮАР RSA     | ЮАР RSA |
| ------- | ----------- | ------- |
| №       | Гонщик      | Место   |
| 79      | Эшли Молман | 11-й    |
| 80      | Кортни Уэбб | DNF     |
| 81      | Хейли Прин  | 74-й    |
| 82      | Мод Ле Ру   | DNF     |

| Новая Зеландия NZL | Новая Зеландия NZL | Новая Зеландия NZL |
| ------------------ | ------------------ | ------------------ |
| №                  | Гонщик             | Место              |
| 83                 | Элла Уилли         | 40-й               |
| 84                 | Генриетта Кристи   | DNF                |
| 85                 | Микайла Харви      | DNF                |
| 86                 | Ниам Фишер-Блэк    | 12-й               |

| Канада CAN | Канада CAN     | Канада CAN |
| ---------- | -------------- | ---------- |
| №          | Гонщик         | Место      |
| 87         | Элисон Джексон | 18-й       |
| 88         | Леа Кирхманн   | 46-й       |
| 89         | Мадлен Вальер  | DNF        |
| 90         | Оливия Барил   | 37-й       |
| 91         | Симона Бойлар  | 22-й       |

| Куба CUB | Куба CUB       | Куба CUB |
| -------- | -------------- | -------- |
| №        | Гонщик         | Место    |
| 92       | Арленис Сьерра | 6-й      |

| Швеция SWE | Швеция SWE        | Швеция SWE |
| ---------- | ----------------- | ---------- |
| №          | Гонщик            | Место      |
| 93         | Каролин Андерссон | DNF        |
| 94         | Анна Нильссон     | DNF        |
| 95         | Юлия Боргстрём    | 62-й       |
| 96         | Натали Эклунд     | 76-й       |

| Колумбия COL | Колумбия COL          | Колумбия COL |
| ------------ | --------------------- | ------------ |
| №            | Гонщик                | Место        |
| 97           | Диана Пеньуэла        | 69-й         |
| 98           | Лина Марсела Эрнандес | 66-й         |
| 99           | Наталия Франко        | DNF          |
| 100          | Паула Патиньо         | 28-й         |

| Норвегия NOR | Норвегия NOR       | Норвегия NOR |
| ------------ | ------------------ | ------------ |
| №            | Гонщик             | Место        |
| 101          | Anne Dorthe Ysland | 55-й         |
| 102          | Ингвильд Госкьенн  | 67-й         |
| 103          | Катрин Аалеруд     | DNF          |
| 104          | Мари Хуле Мор      | 39-й         |
| 105          | Марте Берг Эдсет   | DNF          |

| Узбекистан UZB | Узбекистан UZB    | Узбекистан UZB |
| -------------- | ----------------- | -------------- |
| №              | Гонщик            | Место          |
| 106            | Ольга Забелинская | 44-й           |
| 107            | Янина Кускова     | DNF            |

| Словения SLO | Словения SLO | Словения SLO |
| ------------ | ------------ | ------------ |
| №            | Гонщик       | Место        |
| 108          | Евгения Буяк | 56-й         |
| 109          | Спела Керн   | 65-й         |
| 110          | Урша Пинтар  | 42-й         |

| Чехия CZE | Чехия CZE        | Чехия CZE |
| --------- | ---------------- | --------- |
| №         | Гонщик           | Место     |
| 111       | Катержина Нэш    | 78-й      |
| 112       | Тереза Нойманова | DNF       |

| Таиланд THA | Таиланд THA      | Таиланд THA |
| ----------- | ---------------- | ----------- |
| №           | Гонщик           | Место       |
| 113         | Чанипорн Батрия  | DNF         |
| 114         | Пхетдарин Сомрат | DNF         |

| Сербия SRB | Сербия SRB | Сербия SRB |
| ---------- | ---------- | ---------- |
| №          | Гонщик     | Место      |
| 115        | Елена Эрик | 52-й       |

| Люксембург LUX | Люксембург LUX | Люксембург LUX |
| -------------- | -------------- | -------------- |
| №              | Гонщик         | Место          |
| 116            | Нина Бертон    | 73-й           |

| Эритрея ERI | Эритрея ERI  | Эритрея ERI |
| ----------- | ------------ | ----------- |
| №           | Гонщик       | Место       |
| 117         | Данаит Фицум | DNF         |

| Литва LTU | Литва LTU      | Литва LTU |
| --------- | -------------- | --------- |
| №         | Гонщик         | Место     |
| 118       | Раса Лелейвите | 59-й      |

| Украина UKR | Украина UKR     | Украина UKR |
| ----------- | --------------- | ----------- |
| №           | Гонщик          | Место       |
| 119         | Дарина Нагулиак | DNF         |
| 120         | Марина Вареник  | DNF         |

| Бразилия BRA | Бразилия BRA           | Бразилия BRA |
| ------------ | ---------------------- | ------------ |
| №            | Гонщик                 | Место        |
| 121          | Ана Витория Магальяйнш | DNF          |

| Аргентина ARG | Аргентина ARG | Аргентина ARG |
| ------------- | ------------- | ------------- |
| №             | Гонщик        | Место         |
| 122           | Лучана Роланд | DNF           |

| Япония JPN | Япония JPN  | Япония JPN |
| ---------- | ----------- | ---------- |
| №          | Гонщик      | Место      |
| 123        | Эри Ёнаминэ | 29-й       |

| Израиль ISR | Израиль ISR | Израиль ISR |
| ----------- | ----------- | ----------- |
| №           | Гонщик      | Место       |
| 124         | Омер Шапира | 54-й        |

| Словакия SVK | Словакия SVK  | Словакия SVK |
| ------------ | ------------- | ------------ |
| №            | Гонщик        | Место        |
| 125          | Нора Енчушова | DNF          |

| Гонконг HKG | Гонконг HKG | Гонконг HKG |
| ----------- | ----------- | ----------- |
| №           | Гонщик      | Место       |
| 126         | Вин Юи Лян  | DNF         |

| Алжир ALG | Алжир ALG    | Алжир ALG |
| --------- | ------------ | --------- |
| №         | Гонщик       | Место     |
| 127       | Нисрин Хоили | DNF       |

| Руанда RWA | Руанда RWA           | Руанда RWA |
| ---------- | -------------------- | ---------- |
| №          | Гонщик               | Место      |
| 128        | Валантине Нзайисенга | DNF        |

| Объединённые Арабские Эмираты UAE | Объединённые Арабские Эмираты UAE | Объединённые Арабские Эмираты UAE |
| --------------------------------- | --------------------------------- | --------------------------------- |
| №                                 | Гонщик                            | Место                             |
| 130                               | Сафия Аль Сайех                   | DNF                               |

| Италия ITA | Италия ITA          | Италия ITA |
| ---------- | ------------------- | ---------- |
| №          | Гонщик              | Место      |
| 1          | Элиза Бальзамо      | 49-й       |
| 2          | Елена Чеккини       | 48-й       |
| 3          | Элиза Лонго Боргини | 10-й       |
| 4          | Марта Бастианелли   | 71-й       |
| 5          | Сильвия Персико     | 3-й        |
| 6          | Сильвия Дзанарди    | 31-й       |
| 7          | София Бертиццоло    | 17-й       |
| 8          | Виттория Гуаццини   | DNF        |

| Австрия AUT | Австрия AUT          | Австрия AUT |
| ----------- | -------------------- | ----------- |
| №           | Гонщик               | Место       |
| 9           | Карина Шремпф        | 33-й        |
| 10          | Кристина Швайнбергер | DNS         |
| 11          | Катрин Швайнбергер   | DNS         |

| Нидерланды NED | Нидерланды NED     | Нидерланды NED |
| -------------- | ------------------ | -------------- |
| №              | Гонщик             | Место          |
| 12             | Аннемик ван Влётен | 1-й            |
| 13             | Деми Воллеринг     | DNS            |
| 14             | Эллен Ван Дейк     | 24-й           |
| 15             | Флортье Макай      | 36-й           |
| 16             | Марианна Вос       | 14-й           |
| 17             | Риянне Маркус      | 47-й           |
| 18             | Ширин ван Анрой    | 51-й           |

| Франция FRA | Франция FRA     | Франция FRA |
| ----------- | --------------- | ----------- |
| №           | Гонщик          | Место       |
| 19          | Од Бьянник      | DNF         |
| 20          | Корали Деме     | 68-й        |
| 21          | Эвита Мьюзик    | 41-й        |
| 22          | Глэдис Верхулст | DNF         |
| 23          | Жад Вьель       | DNF         |
| 24          | Жюльетт Лабу    | 7-й         |
| 25          | Мари Ле Нет     | 53-й        |

| Бельгия BEL | Бельгия BEL        | Бельгия BEL |
| ----------- | ------------------ | ----------- |
| №           | Гонщик             | Место       |
| 26          | Джесси Ванденбалке | DNF         |
| 27          | Жюли Де Вилде      | 34-й        |
| 28          | Жюли Ван де Вельде | 43-й        |
| 29          | Жюстин Гекиер      | 19-й        |
| 30          | Лотте Копеки       | 2-й         |
| 31          | Валери Деми        | DNF         |

| Австралия AUS | Австралия AUS    | Австралия AUS |
| ------------- | ---------------- | ------------- |
| №             | Гонщик           | Место         |
| 32            | Александра Мэнли | 15-й          |
| 33            | Аманда Спратт    | 27-й          |
| 34            | Броди Чапман     | 21-й          |
| 35            | Джорджия Бейкер  | DNF           |
| 36            | Грейс Браун      | 35-й          |
| 37            | Джози Толбот     | DNF           |
| 38            | Сара Рой         | 58-й          |

| Дания DEN | Дания DEN              | Дания DEN |
| --------- | ---------------------- | --------- |
| №         | Гонщик                 | Место     |
| 39        | Сесилие Уттруп Лудвиг  | 5-й       |
| 40        | Эмма Норсгор-Йёргенсен | DNF       |
| 41        | Жюли Лет               | 77-й      |
| 42        | Ребекка Кернер         | DNF       |

| Польша POL | Польша POL             | Польша POL |
| ---------- | ---------------------- | ---------- |
| №          | Гонщик                 | Место      |
| 43         | Агнешка Скальняк-Сойка | 64-й       |
| 44         | Доминика Влодарчик     | 45-й       |
| 45         | Каролина Кумиенга      | DNF        |
| 46         | Катажина Невядома      | 8-й        |
| 47         | Марта Яскульская       | 60-й       |
| 48         | Марта Лах              | DNF        |

| США USA | США USA         | США USA |
| ------- | --------------- | ------- |
| №       | Гонщик          | Место   |
| 49      | Эмма Лэнгли     | DNF     |
| 50      | Хайди Франц     | 75-й    |
| 51      | Кристен Фолкнер | 61-й    |
| 52      | Лорен Стивенс   | DNF     |
| 53      | Леа Томас       | 38-й    |
| 54      | Скайлар Шнайдер | DNF     |
| 55      | Вероника Эверс  | 23-й    |

| Германия GER | Германия GER        | Германия GER |
| ------------ | ------------------- | ------------ |
| №            | Гонщик              | Место        |
| 56           | Франциска Кох       | 72-й         |
| 57           | Лин Леа Тойтенберг  | DNF          |
| 58           | Лиана Липперт       | 4-й          |
| 59           | Мике Крёгер         | DNF          |
| 60           | Рикарда Бауернфейнд | 20-й         |
| 61           | Роми Каспер         | 57-й         |

| Испания ESP | Испания ESP        | Испания ESP |
| ----------- | ------------------ | ----------- |
| №           | Гонщик             | Место       |
| 62          | Ане Сантестебан    | 30-й        |
| 63          | Идоя Эрасо         | DNF         |
| 64          | Лурдес Оярбиде     | DNF         |
| 65          | Мави Гарсия        | 25-й        |
| 66          | Сандра Алонсо      | DNF         |
| 67          | Сара Мартин Мартин | DNF         |

| Швейцария SUI | Швейцария SUI  | Швейцария SUI |
| ------------- | -------------- | ------------- |
| №             | Гонщик         | Место         |
| 68            | Елена Хартманн | 63-й          |
| 69            | Элис Чаббей    | 9-й           |
| 70            | Марлен Рёссер  | 13-й          |
| 71            | Николь Коллер  | DNF           |
| 72            | Ноэми Рюэгг    | 32-й          |

| Великобритания GBR | Великобритания GBR | Великобритания GBR |
| ------------------ | ------------------ | ------------------ |
| №                  | Гонщик             | Место              |
| 73                 | Элис Тауэрс        | DNF                |
| 74                 | Анна Хендерсон     | 50-й               |
| 75                 | Анна Шекли         | 26-й               |
| 76                 | Элизабет Холден    | 70-й               |
| 77                 | Элинор Бяcкстедт   | DNF                |
| 78                 | Пфейффер Джорджи   | 16-й               |

| ЮАР RSA | ЮАР RSA     | ЮАР RSA |
| ------- | ----------- | ------- |
| №       | Гонщик      | Место   |
| 79      | Эшли Молман | 11-й    |
| 80      | Кортни Уэбб | DNF     |
| 81      | Хейли Прин  | 74-й    |
| 82      | Мод Ле Ру   | DNF     |

| Новая Зеландия NZL | Новая Зеландия NZL | Новая Зеландия NZL |
| ------------------ | ------------------ | ------------------ |
| №                  | Гонщик             | Место              |
| 83                 | Элла Уилли         | 40-й               |
| 84                 | Генриетта Кристи   | DNF                |
| 85                 | Микайла Харви      | DNF                |
| 86                 | Ниам Фишер-Блэк    | 12-й               |

| Канада CAN | Канада CAN     | Канада CAN |
| ---------- | -------------- | ---------- |
| №          | Гонщик         | Место      |
| 87         | Элисон Джексон | 18-й       |
| 88         | Леа Кирхманн   | 46-й       |
| 89         | Мадлен Вальер  | DNF        |
| 90         | Оливия Барил   | 37-й       |
| 91         | Симона Бойлар  | 22-й       |

| Куба CUB | Куба CUB       | Куба CUB |
| -------- | -------------- | -------- |
| №        | Гонщик         | Место    |
| 92       | Арленис Сьерра | 6-й      |

| Швеция SWE | Швеция SWE        | Швеция SWE |
| ---------- | ----------------- | ---------- |
| №          | Гонщик            | Место      |
| 93         | Каролин Андерссон | DNF        |
| 94         | Анна Нильссон     | DNF        |
| 95         | Юлия Боргстрём    | 62-й       |
| 96         | Натали Эклунд     | 76-й       |

| Колумбия COL | Колумбия COL          | Колумбия COL |
| ------------ | --------------------- | ------------ |
| №            | Гонщик                | Место        |
| 97           | Диана Пеньуэла        | 69-й         |
| 98           | Лина Марсела Эрнандес | 66-й         |
| 99           | Наталия Франко        | DNF          |
| 100          | Паула Патиньо         | 28-й         |

| Норвегия NOR | Норвегия NOR       | Норвегия NOR |
| ------------ | ------------------ | ------------ |
| №            | Гонщик             | Место        |
| 101          | Anne Dorthe Ysland | 55-й         |
| 102          | Ингвильд Госкьенн  | 67-й         |
| 103          | Катрин Аалеруд     | DNF          |
| 104          | Мари Хуле Мор      | 39-й         |
| 105          | Марте Берг Эдсет   | DNF          |

| Узбекистан UZB | Узбекистан UZB    | Узбекистан UZB |
| -------------- | ----------------- | -------------- |
| №              | Гонщик            | Место          |
| 106            | Ольга Забелинская | 44-й           |
| 107            | Янина Кускова     | DNF            |

| Словения SLO | Словения SLO | Словения SLO |
| ------------ | ------------ | ------------ |
| №            | Гонщик       | Место        |
| 108          | Евгения Буяк | 56-й         |
| 109          | Спела Керн   | 65-й         |
| 110          | Урша Пинтар  | 42-й         |

| Чехия CZE | Чехия CZE        | Чехия CZE |
| --------- | ---------------- | --------- |
| №         | Гонщик           | Место     |
| 111       | Катержина Нэш    | 78-й      |
| 112       | Тереза Нойманова | DNF       |

| Таиланд THA | Таиланд THA      | Таиланд THA |
| ----------- | ---------------- | ----------- |
| №           | Гонщик           | Место       |
| 113         | Чанипорн Батрия  | DNF         |
| 114         | Пхетдарин Сомрат | DNF         |

| Сербия SRB | Сербия SRB | Сербия SRB |
| ---------- | ---------- | ---------- |
| №          | Гонщик     | Место      |
| 115        | Елена Эрик | 52-й       |

| Люксембург LUX | Люксембург LUX | Люксембург LUX |
| -------------- | -------------- | -------------- |
| №              | Гонщик         | Место          |
| 116            | Нина Бертон    | 73-й           |

| Эритрея ERI | Эритрея ERI  | Эритрея ERI |
| ----------- | ------------ | ----------- |
| №           | Гонщик       | Место       |
| 117         | Данаит Фицум | DNF         |

| Литва LTU | Литва LTU      | Литва LTU |
| --------- | -------------- | --------- |
| №         | Гонщик         | Место     |
| 118       | Раса Лелейвите | 59-й      |

| Украина UKR | Украина UKR     | Украина UKR |
| ----------- | --------------- | ----------- |
| №           | Гонщик          | Место       |
| 119         | Дарина Нагулиак | DNF         |
| 120         | Марина Вареник  | DNF         |

| Бразилия BRA | Бразилия BRA           | Бразилия BRA |
| ------------ | ---------------------- | ------------ |
| №            | Гонщик                 | Место        |
| 121          | Ана Витория Магальяйнш | DNF          |

| Аргентина ARG | Аргентина ARG | Аргентина ARG |
| ------------- | ------------- | ------------- |
| №             | Гонщик        | Место         |
| 122           | Лучана Роланд | DNF           |

| Япония JPN | Япония JPN  | Япония JPN |
| ---------- | ----------- | ---------- |
| №          | Гонщик      | Место      |
| 123        | Эри Ёнаминэ | 29-й       |

| Израиль ISR | Израиль ISR | Израиль ISR |
| ----------- | ----------- | ----------- |
| №           | Гонщик      | Место       |
| 124         | Омер Шапира | 54-й        |

| Словакия SVK | Словакия SVK  | Словакия SVK |
| ------------ | ------------- | ------------ |
| №            | Гонщик        | Место        |
| 125          | Нора Енчушова | DNF          |

| Гонконг HKG | Гонконг HKG | Гонконг HKG |
| ----------- | ----------- | ----------- |
| №           | Гонщик      | Место       |
| 126         | Вин Юи Лян  | DNF         |

| Алжир ALG | Алжир ALG    | Алжир ALG |
| --------- | ------------ | --------- |
| №         | Гонщик       | Место     |
| 127       | Нисрин Хоили | DNF       |

| Руанда RWA | Руанда RWA           | Руанда RWA |
| ---------- | -------------------- | ---------- |
| №          | Гонщик               | Место      |
| 128        | Валантине Нзайисенга | DNF        |

| Объединённые Арабские Эмираты UAE | Объединённые Арабские Эмираты UAE | Объединённые Арабские Эмираты UAE |
| --------------------------------- | --------------------------------- | --------------------------------- |
| №                                 | Гонщик                            | Место                             |
| 130                               | Сафия Аль Сайех                   | DNF                               |

- DNF — не финишировал

## Маршрут
Старт гонки располагался в городе Хеленсбург, примерно в 30 км к северу от Вуллонгонга. Поле старта сначала нужно было преодолеть примерно 25-километровый отрезок вдоль побережья Тихого океана до Вуллонгонга. Затем следовала 34-километровая петля с подъёмом на гору Маунт-Кейра (длина 8,7 км со средним градиентом 5% и максимальным 15%). После этого предстояло преодолеть основной круг гонки расположенный внутри Вуллонгонга 6 раз. Протяжённость круга составляла 17,7 км. Он включал подъём на гору Маунт-Плезант (длина 1,1 км со средним градиентом 7,7% и максимальным 14%) и 33 поворота, суммарный набор высоты на круге составлял более 220 м.
Общая протяжённость дистанции составила 164,3 км с суммарным набором высоты 3945 м.

## Ход гонки
Из-за положительного тестирование на COVID-19 не стартовали сёстры Катрин Швайнбергер и Кристина Швайнбергер из Швейцарии и нидерландка Деми Воллеринг.
Первую атаку проводят швейцарка Елена Хартманн которую поддерживает француженка Корали Деме, но их быстро подбирают. Затем Деме атакует с ещё одной швейцаркой Николь Коллер, но их побег был недолговечен. Француженке Глэдис Глэдис удаётся провести удачную контратаку и получить преимущество в полторы минуты при первом прохождении линии финиша. Отрыв сокращается при подъёме на  гору Маунт-Кейра и возобновляется при спуске с неё. Следующими атаку проводят бельгийка Жюли Ван де Вельде, британка Элинор Бяcкстедт и шведка Каролин Андерссон. Их преимущество также достигает полутора минут. На подъёме на гору Маунт-Плезант отстаёт Андерссон. К ней сначала присоединяется из пелотона француженка Од Бьянник, а затем пелотон догоняет их обоих. Далее итальянка Елена Чеккини начала перекладываться к лидирующему дуэту, что заставляет начать работать представителей нидерландской, французской и австралийской команд. За 54 км до финиша пелотон достигает трио лидеров. Затем в наступление перешла австралийская команда во главе с сначала с Амандой Спратт, затем Грейс Браун и, наконец, Сарой Рой, которая воспользовалась определенным преимуществом.
За 25 км до финиша итальянка Элиза Лонго Боргини и немка Лиана Липперт во время предпоследнего восхождения на Маунт-Плезант уходят в отрыв. Их преследуют датчанка Сесили Уттруп Людвиг, полька Катажина Невядома и южноафриканка Эшли Мулман, которые через 5 км догоняют лидирующий дуэт. Но некоторое время спустя пелотон поглощает всех пятерых. Затем в одиночку пробует счастье швейцарка Марлен Рёссер и создаёт отрыв в 30 секунд, но на последнем восхождении на Маунт-Плезант её догоняют. И те же пять гонщиц, которые лидировали в гонке на предыдущем круге, снова оказались в лидерах гонки: итальянка Элиза Лонго Боргини, датчанка Сесилия Уттруп Людвиг, полька Катажина Невядома, немка Лиана Липперт и южноафриканка Эшли Мулман. Однако им не удаётся достичь оптимального взаимопонимания. Это позволяет пелотону догнать их раньше флам ружа. За 700 метров до финиша из хвоста пелотона начала атаку нидерландка Аннемик ван Влёйтен. Ей удалось пройти насквозь весь пелотон и не вызвав никакой реакции создать преимущество в несколько десятков метров. В итоге она первой пересекает финишную черту. Спринт из общей группы за второе место выигрывает бельгийка Лотте Копецки, третьей стала итальянка Сильвия Персико.

## Результаты
| \| Генеральная классификация \| Генеральная классификация \| Генеральная классификация \| Генеральная классификация \| Генеральная классификация \| \| Гонщик \| Гонщик \| Команда \| Время \| \| \| ------------------------- \| ------------------------- \| ------------------------- \| ------------------------- \| ------------------------- \| \| 1-й \| Аннемик ван Влётен \| Нидерланды \| 4ч 24' 25 \| \| \| 2-й \| Лотте Копеки \| Бельгия \| + 1 \| \| \| 3-й \| Сильвия Персико \| Италия \| + 1 \| \| \| 4-й \| Лиана Липперт \| Германия \| + 1 \| \| \| 5-й \| Сесилие Уттруп Лудвиг \| Дания \| + 1 \| \| \| 6-й \| Арленис Сьерра \| Куба \| + 1 \| \| \| 7-й \| Жюльетт Лабу \| Франция \| + 1 \| \| \| 8-й \| Катажина Невядома \| Польша \| + 1 \| \| \| 9-й \| Элис Чаббей \| Швейцария \| + 1 \| \| \| 10-й \| Элиза Лонго Боргини \| Италия \| + 1 \| \| |                       |            |           |
| |                       |            |           |
| Источник: ProCyclingStats |                       |            |           |
| Генеральная классификация |                       |            |           |
| Гонщик | Гонщик                | Команда    | Время     |
| 1-й | Аннемик ван Влётен    | Нидерланды | 4ч 24' 25 |
| 2-й | Лотте Копеки          | Бельгия    | + 1       |
| 3-й | Сильвия Персико       | Италия     | + 1       |
| 4-й | Лиана Липперт         | Германия   | + 1       |
| 5-й | Сесилие Уттруп Лудвиг | Дания      | + 1       |
| 6-й | Арленис Сьерра        | Куба       | + 1       |
| 7-й | Жюльетт Лабу          | Франция    | + 1       |
| 8-й | Катажина Невядома     | Польша     | + 1       |
| 9-й | Элис Чаббей           | Швейцария  | + 1       |
| 10-й | Элиза Лонго Боргини   | Италия     | + 1       |